# Tennis in the Land 2023
Tennis in the Land 2023 byl tenisový turnaj na ženském profesionálním okruhu WTA Tour hraný v okolí Jacobs Pavilion.  Třetí ročník Tennis in the Land probíhal mezi 20. až 26. srpnem 2023 v ohijském Clevelandu na otevřených tvrdých dvorcích. Po rekonstrukci areálu se šesti dvorci vznikl nový centrální stadion pro dva tisíce diváků a opuštěn byl přilehlý amfiteátr Jacobs Pavilion, aby turnaj probíhal na jediném spojitém území bývalého parkoviště.
Turnaj dotovaný 271 363 dolary patřil do kategorie WTA 250. Jednalo se o poslední díl ženské poloviny letní US Open Series, závěrečnou generálku newyorského grandslamu US Open. Nejvýše nasazenou singlistkou se stala sedmá tenistka světa Caroline Garciaová z Francie, kterou ve čtvrtfinále vyřadila Ču Lin.  Jako poslední přímá účastnice do hlavní soutěže nastoupila americká 57.hráčka žebříčku Peyton Stearnsová. V důsledku invaze Ruska na Ukrajinu na konci února 2022 řídící organizace tenisu ATP, WTA a ITF s grandslamy rozhodly, že ruští a běloruští tenisté mohli dále na okruzích startovat, ale do odvolání nikoli pod vlajkami Ruska a Běloruska.
Druhý singlový titul na okruhu WTA Tour vyhrála 26letá Španělka z konce první světové stovky Sara Sorribesová Tormová, která se stala historicky šestou šťastnou poraženou šampionkou na okruhu a třetí takovou vítězkou v probíhající sezóně. Druhou společnou trofej ve čtyřhře túry WTA vybojovaly Japonka Miju Katová s Indonésankou Aldilou Sutjiadiovou.

## Rozdělení bodů a finančních odměn

### Rozdělení bodů
| Soutěž      | Soutěž      | vítězové | finalisté | semifinalisté | čtvrtfinalisté | 16 v kole | 32 v kole | Q  | Q2 | Q1 |
| ----------- | ----------- | -------- | --------- | ------------- | -------------- | --------- | --------- | -- | -- | -- |
| dvouhra žen | [ 2 ] [ 8 ] | 280      | 180       | 110           | 60             | 30        | 1         | 18 | 12 | 1  |
| čtyřhra žen | [ 9 ]       | 280      | 180       | 110           | 60             | 1         | —         | —  | —  | —  |

### Finanční odměny
| Soutěž                                | Soutěž      | vítězové | finalisté | semifinalisté | čtvrtfinalisté | 16 v kole | 32 v kole | Q2      | Q1      |
| ------------------------------------- | ----------- | -------- | --------- | ------------- | -------------- | --------- | --------- | ------- | ------- |
| dvouhra žen                           | [ 2 ] [ 8 ] | 34 228 $ | 20 226 $  | 11 275 $      | 6 417 $        | 4 220 $   | 2 930 $   | 2 400 $ | 1 815 $ |
| čtyřhra žen                           | [ 9 ]       | 12 447 $ | 7 000 $   | 4 020 $       | 2 400 $        | 1 848 $   | —         | —       | —       |
| částka ve čtyřhrách je uvedena na pár |             |          |           |               |                |           |           |         |         |

## Ženská dvouhra

### Nasazení
| Stát                           | Hráčka                   | WTA | Nasazení |
| ------------------------------ | ------------------------ | --- | -------- |
| Francie                        | Caroline Garciaová       | 6.  | 1.       |
| Česko                          | Barbora Krejčíková       | 11. | 2.       |
|                                | Veronika Kuděrmetovová   | 16. | 3.       |
|                                | Jekatěrina Alexandrovová | 21. | 4.       |
| Ukrajina                       | Anhelina Kalininová      | 28. | 5.       |
| Itálie                         | Elisabetta Cocciarettová | 30. | 6.       |
| Egypt                          | Majar Šarífová           | 33. | 7.       |
|                                | Anna Blinkovová          | 37. | 8.       |
| USA                            | Sloane Stephensová       | 38. | 9.       |
| Rumunsko                       | Irina-Camelia Beguová    | 39. | 10.      |
| Itálie                         | Jasmine Paoliniová       | 41. | 11.      |
| Žebříček WTA ke 14. srpnu 2023 |                          |     |          |

### Jiné formy účasti
Následující hráčky obdržely divokou kartu do hlavní soutěže:
- Leylah Fernandezová
- Caroline Garciaová
- Veronika Kuděrmetovová
- Venus Williamsová

Následující hráčka nastoupila jako náhradnice pod žebříčkovou ochranou:
- Patricia Maria Țigová

Následující hráčky si zajistily postup do hlavní soutěže v kvalifikaci:
- Clara Burelová
- Magdalena Fręchová
- Nadia Podoroská
- Aljaksandra Sasnovičová
- Wang Sin-jü
- Wang Si-jü

Následující hráčky postoupily z kvalifikace jako šťastné poražené:
- Tamara Korpatschová
- Sara Sorribesová Tormová
- Clara Tausonová
- Martina Trevisanová

### Odhlášení
před zahájením turnaje
- Paula Badosová → nahradila ji  Julia Grabherová
- Irina-Camelia Beguová → nahradila ji  Martina Trevisanová
- Elisabetta Cocciarettová → nahradila ji  Tamara Korpatschová
- Ljudmila Samsonovová → nahradila ji  Linda Nosková
- Majar Šarífová → nahradila ji  Clara Tausonová
- Venus Williamsová → nahradila ji  Sara Sorribesová Tormová
- Čang Šuaj → nahradila ji  Patricia Maria Țigová

### Nasazení
| Stát                                                                       | Hráčka                      | Stát             | Hráčka             | WTA | Nasazení |
| -------------------------------------------------------------------------- | --------------------------- | ---------------- | ------------------ | --- | -------- |
| Česko                                                                      | Barbora Krejčíková          | Česko            | Kateřina Siniaková | 3.  | 1.       |
| USA                                                                        | Nicole Melichar-Martinezová | Austrálie        | Ellen Perezová     | 23. | 2.       |
| Japonsko                                                                   | Šúko Aojamová               | Japonsko         | Ena Šibaharaová    | 28. | 3.       |
| Kazachstán                                                                 | Anna Danilinová             | Čínská Tchaj-pej | Sie Šu-wej         | 36. | 4.       |
| Žebříček WTA ke 14. srpnu 2023; číslo je součtem umístění obou členek páru |                             |                  |                    |     |          |

### Jiné formy účasti
Následující páry získaly do soutěže divokou kartu:
- Jekatěrina Alexandrovová /   Aljaksandra Sasnovičová
- Dalayna Hewittová /  Jamie Loebová

## Přehled finále

### Ženská dvouhra
- Sara Sorribesová Tormová vs. Jekatěrina Alexandrovová, 3–6, 6–4, 6–4

### Ženská čtyřhra
- Miju Katová /  Aldila Sutjiadiová vs.  Nicole Melicharová-Martinezová /  Ellen Perezová, 6–4, 6–7(4–7), [10–8]